# Leo Cárdenas
Leonardo Lázaro Cárdenas (Matanzas, Cuba, 17 de diciembre de 1938), más conocido como Leo Cárdenas, es un exjugador profesional cubano de béisbol que se desempeñó en la posición de campocorto en las Grandes Ligas de Béisbol (MLB). Logró obtener un Guante de Oro.

## Carrera
Cárdenas jugó como profesional nueve temporadas en Cincinnati Reds (1960-1968), después pasó a Minnesota Twins (1969-1971), luego a California Angels (1972), posteriormente a Cleveland Indians (1973), y finalmente, a Texas Rangers, donde jugó dos temporadas (1974-1975), y fue el equipo en el que se retiró.

## Premios
Fue galardonado con el Guante de Oro en una oportunidad (1965).